# مجری تلویزیون
مجری تلویزیونی فردی است که در برنامه‌های تلویزیونی به خصوص برنامه‌های گفتگو محور شرکت کرده و نقش اداره‌کننده بحث‌ها و گفتگوها را بر عهده می‌گیرد. به‌طورکلی، مجری نیز به شخص یا نهادی گفته می‌شود که به معرفی اهداف و فعالیت‌های انجام شده در یک برنامهٔ رسانه‌ای می‌پردازد. به ویژه در دنیای رسانه مجری در رادیو و تلویزیون مسئولیت ارائه برنامه‌ها را بر عهده دارد.
ارتباط مؤثر با مخاطب از ویژگی‌های الزامی برای یک مجری است. او باید بداند با توجه به طیف مخاطبان و هدف برنامه، از چه شیوه‌ای برای برقراری این ارتباط استفاده کند.

## معرفی
بیش‌تر برنامه‌های تلویزیون بر مبنای فعالیت مجری اداره می‌شود. در این برنامه‌ها مجری می‌تواند در نقش معرفی کنندهٔ برنامه‌ها، میزبان، گزارشگر، مفسر یا … ظاهر شود.
مجری تلویزیونی فردی است که در برنامه‌های تلویزیونی به خصوص برنامه‌های گفتگو محور شرکت کرده و نقش اداره‌کننده بحث‌ها و گفتگوها را بر عهده می‌گیرد. برخی مجری تلویزیونی را صرفاً یک گوینده تلویزیونی غیرمسئول می‌دانند که تنها متنی را از حفظ یا از روی کاغذ می‌خواند، اما کارشناسان تلویزیونی گویندگی را فقط یکی از مسوولیت‌های مهم و تخصصی متعدد این عنصر رسانه‌ای می‌دانند و معتقدند که باید بین این دو شخصیت یعنی مجری و گوینده تفاوت قائل شد.
مجری تلویزیونی از راه‌های گوناگونی فعالیت خود را انجام می‌دهد. اغلب به صورت مستقیم برای ارتباط با مخاطب به دوربین نگاه می‌کند و دربارهٔ برنامه یا موضوع آن به ارائه توضیحاتی می‌پردازد. گاهی نیز به دوربین نگاه نمی‌کند که در این حالت اغلب متنی را که به موضوع برنامه مربوط می‌شود و از قبل توسط نویسندهٔ برنامه برای او آماده شده‌است را می‌خواند یا به صورت فی‌البداهه به ایراد سخنان مرتبط می‌پردازد.
گاهی نیز بدون نگاه کردن به دوربین، با افرادی که در استودیو و خارج از قاب تصویر قرار دارند صحبت می‌کند.
از دیگر موارد پرکاربرد در برنامه‌های تلویزیونی، ارتباط مجری با میهمان برنامه است. در این حالت مجری به دوربین نگاه نمی‌کند، بلکه پیرامون یک موضوع خاص با میهمان برنامه به گفتگو می‌پردازد.

### حرکت
در یک برنامه تلویزیونی حرکات مجری از اهمیت زیادی برخوردار است. این حرکات می‌تواند شامل حرکات دست و تغییرات چهره یا جابجایی در محل اجرای برنامه باشد.
باید توجه داشت که هرگونه حرکتی توسط مجری چه از قبل تعیین شده باشد یا خیر، باید طبیعی جلوه نماید و باعث خستگی بیننده نگردد.

### راز ماندگاری
هر مجری این توانایی را ندارد که به‌طور پیوسته و برای مدتی طولانی اجرای یک برنامه را بر عهده بگیرد. برای اجرای ثابت یک برنامه، مجری در درجه نخست باید به موضوع برنامه علاقه‌مند باشد و آن را متناسب با روحیات خود ببیند. علاوه بر این اجرا، متناسب با اهداف برنامه نیز از دیگر مواردی است که به ماندگاری یک مجری کمک می‌کند.
صداقت با مخاطب نیز از عواملی است که می‌تواند نقش مؤثری در اعتماد مخاطبان به برنامه و مجری ایفا نماید.

## در ایران
اولین اجرای تلویزیونی در ایران به قبل از انقلاب باز می‌گردد و منوچهر نوذری اولین مجری تلویزیون ایران در سال ۱۳۳۷ بود. اما اوج گیری اجرای زنده و برند شدن برنامه‌ها و مجریان از اواخر دهه ۷۰ شروع شد جایی که عادل فردوسی‌پور با اجرای برنامه نود مخاطبان زیادی را به پای تلویزیون کشاند، بعد از او و اوایل دهه ۸۰ مجریانی چون فرزاد حسنی با برنامه کوله پشتی و رضا رشیدپور به مجری‌های معروف تلویزیون تبدیل شدند، در نیمه دوم این دهه هم یک مجری دیگر توانست برند شود احسان علیخانی با ماه عسل بینندگان میلیونی پیدا کرد،  در دهه ۹۰ هم مجریانی چون علی ضیا، با برنامه ویتامین ث و رامبد جوان با خندوانه  و مهران مدیری با دورهمی توانستند بینندگان زیادی را جذب تلویزیون کنند.